# Private Krankenzusatzversicherung
Eine private Krankenzusatzversicherung stellt eine besondere Form der privatrechtlich organisierten Krankenversicherung dar. Hierbei werden Risiken von gesetzlich Pflichtversicherten abgesichert, die nicht oder nur teilweise durch die Krankenvollversicherung der Träger der gesetzlich vorgeschriebenen Pflichtkrankenversicherung gedeckt sind.
Krankenzusatzversicherungen können aber auch von freiwillig gesetzlich Versicherten und von Beziehern freier Heilfürsorge abgeschlossen werden. Darüber hinaus sind manche Zusatzversicherungen auch für Versicherte im Basistarif der privaten Krankenversicherungen möglich.

## Hintergrund und Ausgestaltung
An einigen Leistungen der gesetzlich vorgeschriebenen Pflichtkrankenversicherung haben sich die Versicherten in aller Regel durch Zuzahlungen zu beteiligen. Durch eine privatrechtliche Krankenzusatzversicherung lässt sich der bestehende Versicherungsschutz dahin gehend ergänzen, dass derartige Zuzahlungen verringert werden oder komplett durch ein privatrechtlich organisiertes Krankenversicherungsunternehmen getragen werden.  

### Punktuelle Absicherung von Risiken
Da verschiedene Risiken existieren, werden diese durch verschiedene Zusatzversicherungsarten abgedeckt. Analog zur Voll- oder Teilversicherung kann der Versicherungsnehmer nach den persönlichen Präferenzen und Bedürfnissen verschiedene Tarife individuell kombinieren, um für sich die beste Lösung zu finden. Beispiele sind die Auslandskrankenversicherung, die Zahnzusatzversicherung, die Krankenhaustagegeldversicherung, die Brillenversicherung oder das Krankentagegeld.

### Restkostenabsicherung für privatärztliche Behandlungen
Eine spezielle Form der Krankenzusatzversicherung bildet die ambulante Restkostenversicherung. Diese kann in Kombination mit der Wahl des Kostenerstattungsprinzips dem gesetzlich Versicherten / dem Bezieher freier Heilfürsorge privatärztliche Behandlungen analog einem Privatpatienten zuteilwerden lassen.
Die Zahl aller privaten Zusatzversicherungen nahm im Zeitraum 2005 bis 2014 um rund 40 Prozent auf 23,93 Millionen Verträge Ende 2014 zu.